# Maja Smrekar
Maja Smrekar née en 1978 à Brežice Slovénie est une artiste intermédia slovène. Elle aborde dans ses œuvres les changements sociaux  induits par l'utilisation des nouvelles technologies. Elle étudie la coexistence de l'homme, de l'animal et de la machine.

## Biographie
En 2005, elle est diplômée du département de sculpture de l'Académie des beaux-arts et du design de l'Université de Ljubljana. Elle est également titulaire d'une maîtrise en vidéo et nouveaux médias qu'elle obtient au sein de la même institution. 
Pour sa série K-9_topology de 2017, elle aborde les thèmes de l'évolution parallèle de l'homme et du chien. Un respirateur doublé de fourrure de loup diffuse de la sérotonine parfumée extraite à la fois de l’artiste et du chien. Elle allaite un chiot. Par fécondation in vitro, elle performe une fécondation de ses ovules par une cellule adipeuse canine. Par là, elle questionne la relation de l'être humain à l'animal.
Dans son travail artistique, elle utilise souvent des outils biotechnologiques, ce qui signifie que ses œuvres sont souvent créées dans des laboratoires dans lesquels elle collabore avec des scientifiques et des technologues. Elle est ainsi parfois considérée comme une bio-artiste de laboratoire, au même titre que des artistes comme Eduardo Kac, Joe Davis, Marta de Menezes et Paul Vanouse. Elle met à jour des questions  bioéthiques lié à l'anthropocentrisme, aux pratiques biotechnologiques actuelles et futures et au concept du monde post-humain.

## Prix et distinctions
- prix Golden Nica, festival Ars Electronica, 2017[7]
- prix de la Fondation Prešeren, 2018 [8]